# 1897 en musique
| \| • Retour à la chronologie générale de la musique populaire • \| |
| XXIe siècle • XXe siècle • XIXe siècle • XVIIIe siècle XVIIe siècle • XVIe siècle • XVe siècle • XIVe siècle XIIIe siècle • XIIe siècle • XIe siècle • Xe siècle IXe siècle • VIIIe siècle • Haut Moyen Âge • Rome • Grèce |
| • Retour à la chronologie générale de la musique populaire • |

| • Retour à la chronologie générale de la musique populaire • |

| Années de la musique populaire : 1894 - 1895 - 1896 - 1897 - 1898 - 1899 - 1900    |
| Décennies de la musique populaire : 1860 - 1870 - 1880 - 1890 - 1900 - 1910 - 1920 |

## Événements et œuvres

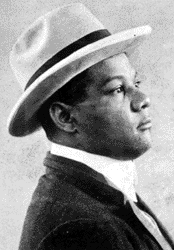
Sidney Bechett en 1922

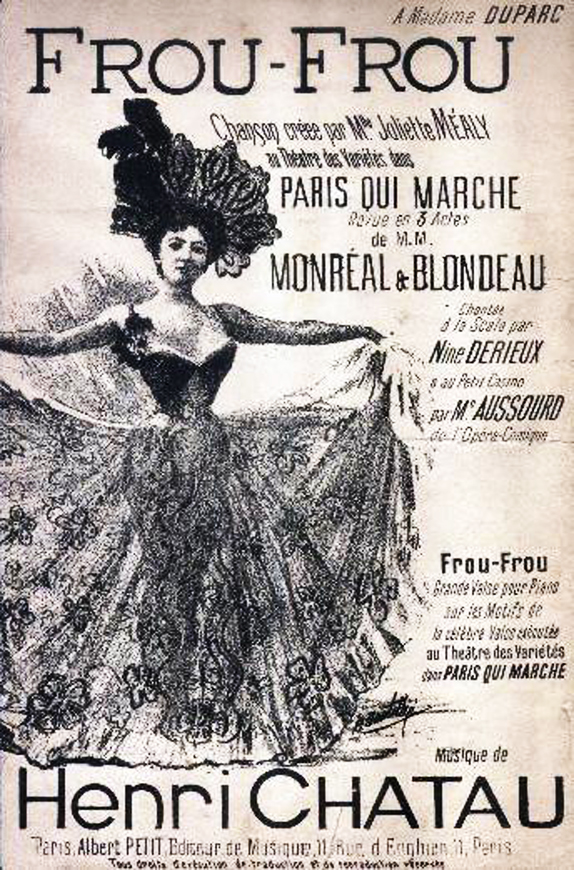
Page de titre de la partition de Frou-Frou

- Janvier : The Mississippi Rag de William Krell est un des premiers air de ragtime publiés[1].
- Août : Kerry Mills, At A Georgia Camp Meeting, musique de cake-walk[2].
- 31 octobre : création par la chanteuse Juliette Méaly, au théâtre des Variétés à Paris, de la chanson Frou-frou, paroles d'Hector Monréal et Henri Blondeau, musique d'Henri Chatau.
- Décembre : Harlem Rag de Tom Turpin, premier ragtime composé par un Afro-Américain[1].
- Mario Pasquale Costa, Serenata napulitana, chanson napolitaine[3].
- Scott Hayden, Pear Blossoms, pièce de piano ragtime[4].
- Débuts de Mistinguett au café-concert parisien l'Eldorado.
- La chansonnière Odette Dulac interprète à la Boite à Musique, à Paris, Les chansons de la chanoinesse, un répertoire à sous-entendus grivois[5].
- Paul Sarebresole, Roustabout Rag - March Two Step, ragtime.
- François Sarre écrit la musique de Lo Brianço, chant en limousin écrit par Joseph Mazabraud.
- Composition du paso doble Soupirs d'Espagne.
- Composition de la chanson Asleep in the Deep (paroles : Arthur J. Agneau, musique : Henry W. Petrie.
- Tōkichi Setoguchi compose le Gunkan kōshinkyoku, hymne officiel de la Marine impériale japonaise.

## Publications
- Marcel Legay, Chansons rouges, sur des textes de Maurice Couyba, Paris, Ernest Flammarion, 260 p.[6].
- 30 septembre : dernier numéro de la revue hebdomadaire Le Chat noir créée par Rodolphe Salis et Émile Goudeau en 1882 pour assurer la promotion du cabaret.

## Naissances
- 10 janvier :  Sam Chatmon, guitariste et chanteur de blues américain, membre des Mississippi Sheiks, († 1983).
- 25 mars :  Sweet Emma Barrett, pianiste et chanteuse de jazz américaine († 28 janvier 1983).
- 23 avril :  Alfredo da Rocha Viana dit Pixinguinha, saxophoniste, compositeur, chanteur, arrangeur et chef d'orchestre brésilien de musique choro, († 1973).
- 14 mai :  Sidney Bechet, clarinettiste, saxophoniste et compositeur américain de jazz, († 1959).
- 23 mai :  Fred Guy, banjoïste et guitariste américain de jazz, († 1971).
- 3 juin :  Memphis Minnie, guitariste et chanteuse de blues américaine, († 1973).
- 27 juin :  Tony Sbarbaro, batteur et joueur de kazoo de jazz américain, († 1963).
- 25 juillet :  Sylvester Weaver, guitariste de blues américain († 4 avril 1960).
- 8 septembre :  Jimmie Rodgers, chanteur américain de musique country, († 1933).
- 25 novembre :  Willie Smith pianiste de jazz américain, († 1973).
- 15 décembre :  Ed Allen, cornettiste et trompettiste de jazz américain, († 1974).
- 18 décembre :  Fletcher Henderson, pianiste, chef d'orchestre, arrangeur et compositeur de jazz afro-américain, un des précurseurs de l'ère des big bands et du swing, († 1952).
- 19 décembre :  Dajos Béla, violoniste et chef d'orchestre de danse, d'origine russe, († 1978).

## Décès
- 17 mars :  Jules Jouy, goguettier, poète et chansonnier français montmartrois, (° 1855).
- 20 mars :  Rodolphe Salis, cabaretier français, créateur et animateur du cabaret parisien Le Chat noir à Montmartre (° 29 mai 1851).